# Tolhuin
Tolhuin az argentínai Tűzföld tartomány harmadik legjelentősebb települése, 2010-ben 3004-en lakták. Neve a szelknam nyelvből származik, jelentése „szív”. Gazdaságának alapjait a fa- és tőzegkitermelés adja, de egyre jelentősebb a turizmus is.

## Földrajz
A település Tűzföld fő szigetének, a Tűzföldi Nagy-szigetnek a középpontjától délkeletre található, a hosszan elnyúló Fagnano-tó keleti végénél, Río Grande megye területén. Áthalad rajta a Buenos Airest Ushuaiával összekötő 3-as főút, amelyen utóbbi város 98, a megyeszékhely, Río Grande 105, San Sebastián pedig 183 km-re fekszik.

## Története

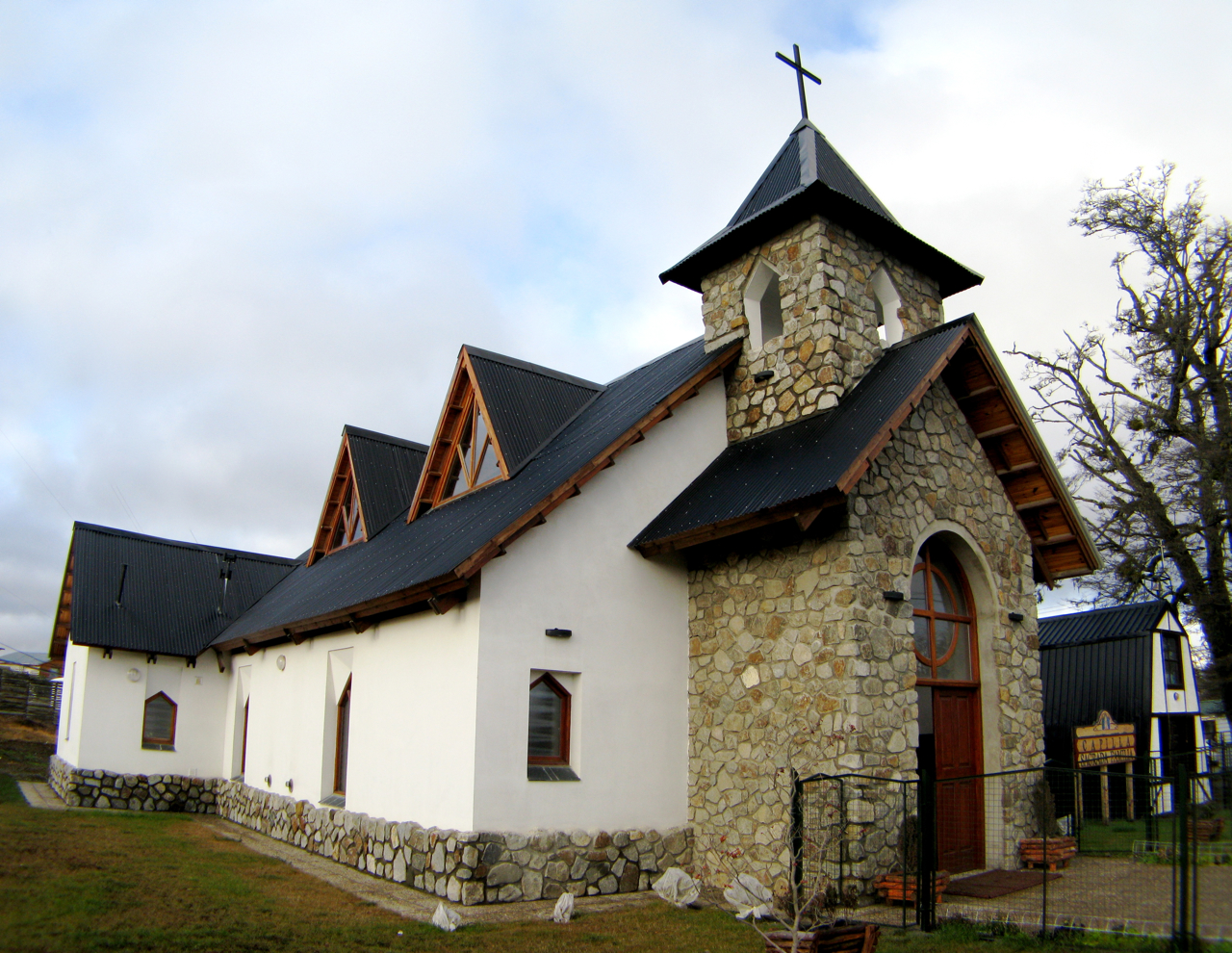
A Szent Család-templom

1960-ban a Fagnano-tó keleti végénél, a szelknamok ősi földjének jellegzetes pontján még élt néhány szelknam őslakó: Lola Kiepja (aki közel 100-évesen hunyt el), Estaban Ishton (aki a maga 60 évével a legfiatalabb volt közülük), Luis Garibaldi Honte (aki haush mesztic volt), Santiago Rupatini és Enriqueta Gastilumendi de Santin. Ebben az évtizedben Ernesto Manuel Campos kormányzó kezdeményezésére a 3-as főút mentén több helyen is szállodák és vendégházak épültek. 1964-ben avatták fel a még ma is létező Kaiken nevű vendégházat, az évtized végén pedig ez a terület lett annak az EOLO nevű, argentin–francia közös sztratoszféra-kutatási program három argentin helyszínének egyike, amelynek során 500 léggömböt is felbocsátottak a levegőbe. Ez a kutatóállomás később gyújtogatás áldozatává vált. 1972 elején mintegy 150, fával dolgozó család élt a területen, de számukra semmilyen oktatási, szociális és egészségügyi ellátást nem biztosított senki, ezért Gregorio Lloret kormányzó Alejandro Agustín Lanusse elnöktől kért segítséget. Így új, „rendes” település alapítása mellett döntöttek, amelynek pontos helyét végül a Michí nevű hegy lábánál határozták meg. Már be is mérték az építkezések megkezdésének új helyét, ám három nappal a tervezett ünnepélyes alapítás előtt mérési hibára derült fény. Végül a tervezett időben, 1972. október 9-én megtarthatták a rendezvényt. Az új város terveit főként egy Pages és egy Dondo nevű fiatal ushuaiai építész készítette. Az első évben 20 ház és egy iskola építése kezdődött meg.
10 évvel az alapítás után 250-en laktak itt, 1991-ben már 452-en, 1997-ben 968-an, 2010-ben 3004-en.

## Turizmus, látnivalók
A Fagnano-tó partján, egy 1922-ben épült, és a rendőrség által használt épületben működik a Kami történelmi múzeum (a Kami a tó indián neve). A környéken gyalogos és lovas túrázásra is lehetőség van, többek között a Laguna Negra, a Corazón de la Isla és a Río Valdez nevű természetvédelmi területekre, valamint a környék népszerű a horgászok körében is. A településtől 15 km-re a 3-as mellett egy kilátópont is található, ahonnan a tóra lehet rálátni.